# Рогачёва, Екатерина Ивановна
Екатерина Ивановна Рогачёва (13 ноября 1913, Улугушское, Пермская губерния — 10 апреля 1980, Катайск, Курганская область) — птичница Катайского госплемптицезавода Курганской области, Герой Социалистического Труда (1966).

## Биография
Екатерина Рогачёва родилась 13 ноября 1913 года в крестьянской семье в селе Улугушском Петропавловской волости Шадринского уезда Пермской губернии, ныне село входит в Катайский муниципальный округ Курганской области.
Всю жизнь трудилась в птицеводстве: с 1934 года — в колхозе «Гусиный», с 1947 по 1969 год — в Катайском госплемптицезаводе. Заботливый уход, соблюдение распорядка дня и технологии кормления птиц позволяли Е. И. Рогачёвой из года в год улучшать показатели. В 1965 году она получила по 181 яйцу от каждой курицы.
Указом Президиума Верховного Совета СССР от 22 марта 1966 года за высокие показатели в развитии птицеводства Рогачёвой Екатерине Ивановне присвоено звание Героя Социалистического Труда с вручением ей ордена Ленина и золотой медали «Серп и Молот».
С 1968 года Е. И. Рогачёва — персональный пенсионер союзного значения.
Жила в посёлке Хвойном города Катайска Катайского района Курганской области.
Екатерина Ивановна Рогачёва скончалась 10 апреля 1980 года, похоронена на Старом кладбище № 1 города Катайска Катайского района Курганской области, ныне город — административный центр Катайского муниципального округа той же области.

## Награды
- Герой Социалистического Труда, 22 марта 1966 года
  - Орден Ленина № 364654
  - Медаль «Серп и Молот» № 11369
- Медаль «За доблестный труд в Великой Отечественной войне 1941—1945 гг.», 1946 год